# Мира (Московская область)
Мира — посёлок сельского типа в Можайском районе Московской области, в составе сельского поселения Замошинское. Численность постоянного населения по Всероссийской переписи 2010 года — 2 человека. До 2006 года посёлок входил в состав Семёновского сельского округа.
Посёлок расположен на западе района, недалеко от границы со Смоленской областью, примерно в 24 км к юго-западу от Уваровки, по левому берегу реки Малая Воря, высота над уровнем моря 256 м. Ближайший населённый пункт — село Семёновское — около 1 километра на восток. Ранее посёлок назывался Леспромхоз и был начальным пунктом узкоколейной железной дороги для вывозки леса.